# Petrosavia sinii
Petrosavia sinii là một loài thực vật có hoa trong họ Petrosaviaceae. Loài này được (K.Krause) Gagnep. miêu tả khoa học đầu tiên năm 1934.